# Humboldt Forum
Foro Humboldt es un museo de Berlín (Alemania) que tiene su sede en el reconstruido Palacio Real de Berlín, ubicado en la Isla del Spree, al sur de la “Isla de los Museos”. Tiene sus raíces en la antigua cámara de arte prusiana, que también se encontraba en el Palacio de Berlín y que se estableció a mediados del siglo XVI. El Foro Humboldt incorpora dos de las instituciones sucesoras de la cámara de arte, el Museo etnológico de Berlín y el Museo de arte asiático de Berlín. El museo, que lleva el nombre de los hermanos Alexander von Humboldt y Wilhelm von Humboldt, pretende ser un centro cultural de talla mundial.
Aunque la fachada del Foro es una réplica parcial del Palacio Real de Berlín diseñado por el arquitecto Andreas Schlüter, su interior es un edificio nuevo diseñado por el arquitecto italiano Franco Stella. Además de albergar las colecciones de los Museos Estatales de Berlín, también albergará exposiciones y congresos de la Fundación Palacio de Berlín–Foro Humboldt.
Neil MacGregor fue nombrado director fundador del Foro Humboldt en 2015.

## Historia

### Palacio Real
El Palacio Real de Berlín (en alemán: Berliner Schloss, lit. Schloss de Berlín) era una antigua residencia real situada en el centro (Mitte) de dicha ciudad. Fue la sede de la casa de Hohenzollern y, por ello, sucesivamente la principal residencia de los electores de Brandeburgo, reyes de Prusia y emperadores alemanes.
La primera piedra del edificio se colocó en 1443, pero posteriormente el edificio sufrió varias modificaciones y ampliaciones, destacando la renacentista en el siglo XV y la gran transformación barroca a inicios del siglo XVIII, hecho que coincidió con la creación del reino de Prusia. Exteriormente, el proyecto barroco de Andreas Schlüter y Johann Friedrich Eosander von Göthe permaneció inalterado hasta la adición de la cúpula por Friedrich August Stüler a mediados del siglo XIX. No obstante, a lo largo de su historia el palacio experimentó innumerables alteraciones en sus interiores siguiendo el estilo y las costumbres imperantes en cada época. Con 1210 habitaciones, era considerado la mayor obra arquitectónica barroca al norte de los Alpes.
El edificio fue testigo de la Revolución de marzo de 1848. Además, fue allí donde el emperador Guillermo II instó a los berlineses a ir a la Primera Guerra Mundial después de la movilización rusa y donde se proclamó la efímera República Socialista Libre de Alemania en 1918.

### Palacio de la República
El Palacio de la República (en alemán: Palast der Republik) fue un edificio, ahora demolido, que se encontraba en la ciudad alemana de Berlín, en ese entonces en la zona de "Berlín oriental", situado en la Schlossplatz o plaza del Palacio, a orillas del río Spree. 

### Reconstrucción parcial del Palacio Real

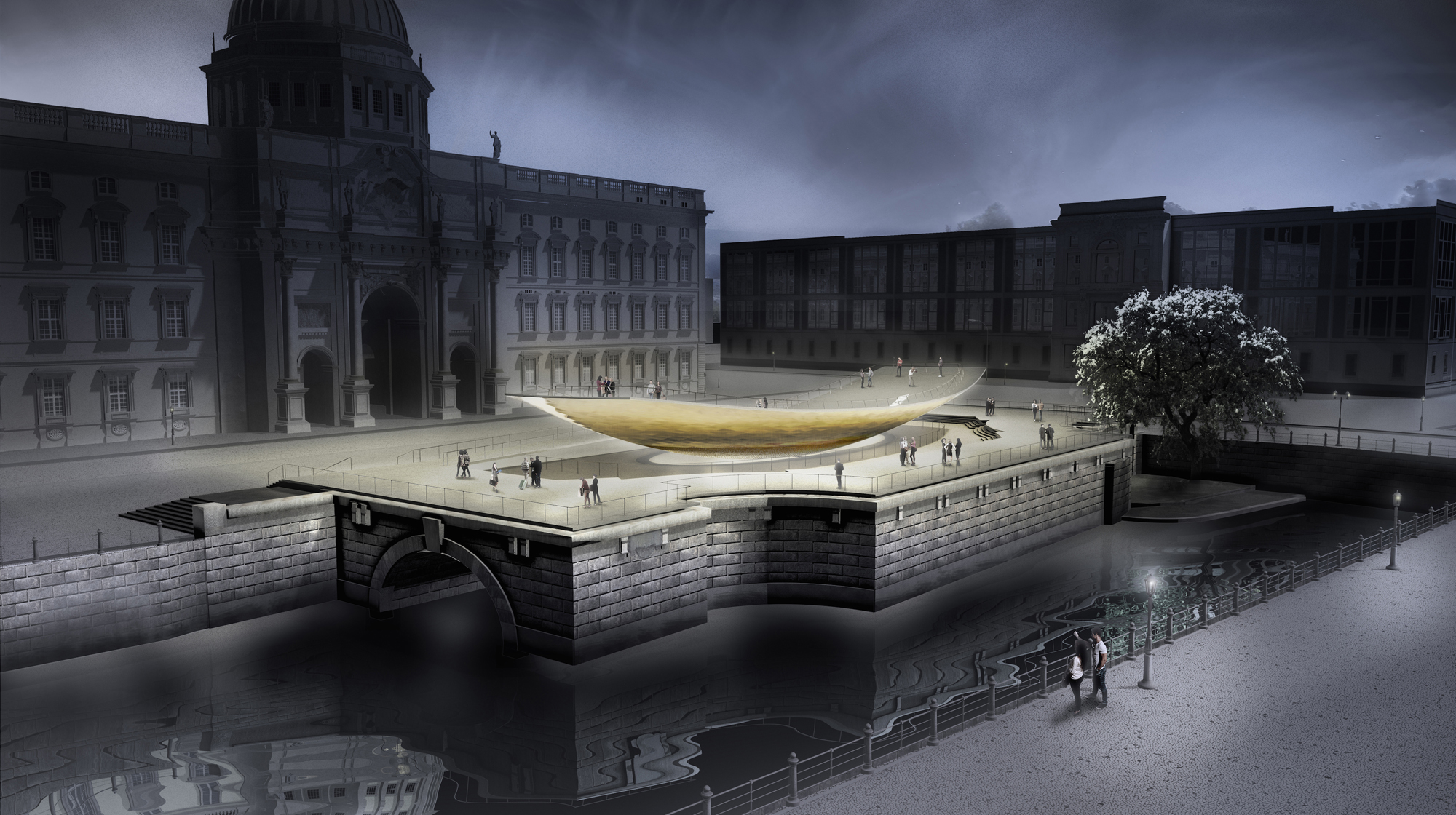
Monumento a la Libertad y la Reunificación.

La reconstrucción del Palacio Real se inició en 2013 y se terminó en diciembre de 2020. La construcción original contaba con 85 000 m², sin embargo, el Humboldt Forum dispone de 150 000 m².
El «Humboldt Forum», llamado así en homenaje a Alexander von Humboldt, alberga una biblioteca, salas para exposiciones temporales de los museos de Berlín y una estación de metro en el interior del nuevo edificio, tres de cuyas cuatro fachadas son una copia exacta de las originales. La canciller Angela Merkel, así como su antecesor Gerhard Schröder, fueron partidarios del proyecto.
El costo total de la obra ascendió a 644 millones de euros. De esta cifra, 80 millones corresponden al costo de la fachada que ha sido financiada a través de donativos de particulares. Cada donante adquirió el derecho a que una piedra de la construcción lleve inscrito su nombre. Esta parte de la obra se ha realizado utilizando las mismas técnicas que se emplearon en la construcción original.